# Puig Falconer
El Puig Falconer és una muntanya situada en el terme municipal de Tremp, dins de l'antic terme de Suterranya, al Pallars Jussà.
És a ponent del poble d'Orcau i al nord-est del de Suterranya, al sud-oest de la Torreta de Suterranya, a prop del límit del terme, tocant el d'Isona i Conca Dellà, a l'antic municipi d'Orcau.
Al seu cim hi ha les ruïnes de Sant Serni, l'església de l'antic poble de Puigfalconer.